# 주둥진

주둥 진의 위치

주둥진(한국어: 죽동진, 중국어: 竹東鎮, 병음: Zhúdōng Zhèn)은 중화민국 신주 현의 진이다. 넓이는 53.5133km2이고, 인구는 2015년 8월 기준으로 96,045명이다.

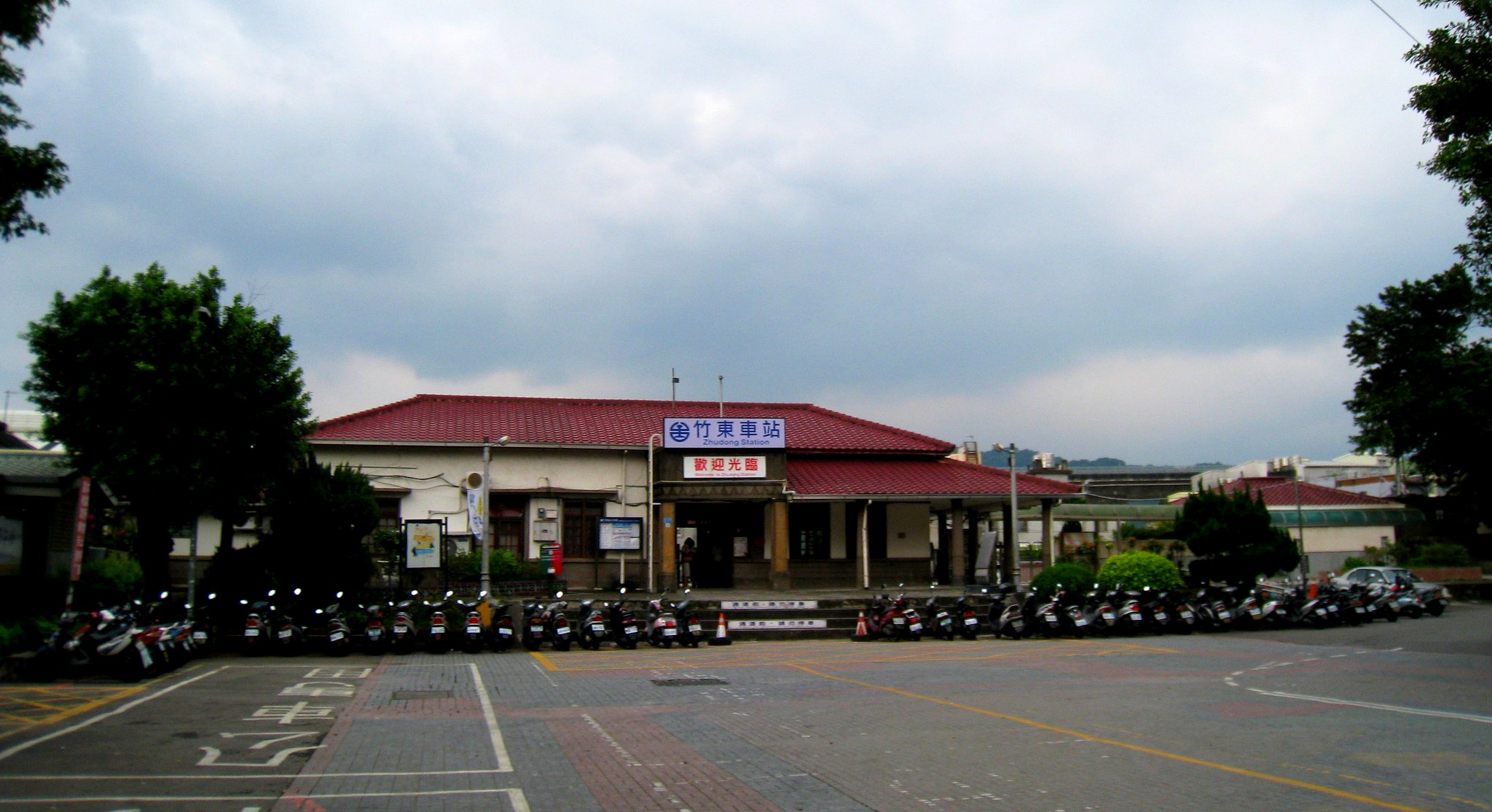
주둥 기차역

## 역사
주둥의 옛 이름은 상기림(橡棋林)이라고 한다. 이것은 선주민이 처음으로 이곳에 이르렀을 때 상기수가 많이 우거져 있던 것에서 명명되었다. 또 상기를 별명인 '수기'로도 부르는 데에서 수기림(樹杞林)으로도 불렸다.
한족이 이주 하기 전에 이곳은 원주민이 수렵유경을 행하고 있었다. 당시에는 유력한 홍면번(紅面番)이 지역의 중심이 되었다고 하지만, 민족적으로는 아마 사이샬트족으로 구성되어 있었을 것으로 추측된다. 이 생활도 건륭 연간 중기가 되면 변화를 맞이하게 된다. 1796년, 혜주인이 하칠빈(下七份) 및 마원두(麻園肚) 일대로 이주해 촌락을 형성하게 되었다. 5년 후, 요평인 임흠당은 중포(重埔), 원산(員山) 일대의 개척에 나서 40여명이 이주 했다. 1776년에 이곳은 광범위하게 개발이 진행되어 밭은 77갑(甲)을 헤아렸다. 1806년, 팽건화와 금혜성에 의해 대규모 개척이 계획되어 도광 연간에는 보통 민객(閩客)합자의 14고(股)가 성립했으며 점차 동부의 대와랑(현재의 루이펑 리)으로 퍼져 총궤, 모정파수를 설치했고 공관을 상공관(현재의 상관 리)에 설치해 1,000여갑의 규모가 되었다.
주둥 진이 개발된 초기, 행정구는 담수청(淡水廳)의 관할에 속해 죽참보동남차양(竹塹堡東南廂)으로 불렸다. 1875년, 담수와 신죽이 분할되면서 신죽현에 속하게 되었고 죽북일보수기림장(竹北一堡樹杞林莊)으로 불렸다. 1890년에 신죽과 묘률이 분할되었을 때에는 나아가 죽참보수기림장(竹塹堡樹杞林莊)으로 불리게 되었다.
시모노세키 조약에 의해 1895년에 일본에 의한 대만 통치가 시장되면서 주둥 지구는 다이호쿠 현 신치쿠 지청에 속했지만 그 2년 후 신치쿠 현이 부활하면서 수기림변무서수기림가(樹杞林弁務署樹杞林街)로 개칭되었다. 1899년, 신치쿠 현이 폐지되고 대신에 신치쿠 변무서가 설치되면서 수기림서수기림구(樹杞林署樹杞林區)로 개칭되었다. 1920년의 지방 제도 개혁에서는 신치쿠 동쪽을 지쿠토(竹東)로 개칭해 지쿠토 군 지쿠토 가로 개편되었다.
2차 대전 후 주둥 지구는 당초에 성할시인 신주 시 주둥 구로 구분되었다. 1950년의 지방 행정 개혁으로 주둥 지구는 신주 현에 속하게 되어 진으로서 개편되어 현재에 이르고 있다.

## 교통
- 타이완 철로관리국 네이완 선
- 국도 3호선